# Línea 14 (EMT Málaga)
La Línea 14 e la Empresa Malagueña de Transportes (EMT) es una línea de autobús urbano de la ciudad de Málaga que conecta el paseo de la Farola con Teatinos. 

## Características
La línea 14 surge de la fusión de las antiguas líneas 14 (Portada Alta – Alameda Principal) y 18 (Paseo de la Farola – Carranque). Es una línea trasversal, que cruza diagonalmente el oeste de la ciudad de Málaga. Permite conectar directamente con el centro los barrios de Carranque, Portada Alta, Teatinos y El Cónsul en los distritos de Cruz de Humilladero y Teatinos-Universidad. El tiempo de trayecto en hora punta no baja de los treinta minutos. 
Históricamente la línea 14 ha sido la línea de los barrios de Portada Alta y Teatinos, sin embargo después de su fusión en el año 2001 con la antigua línea 18, también es la línea de Carranque. La cabecera original de la línea se situaba en el interior de Portada Alta, hasta que posteriormente se alargó hasta la fuente de los Colores en Teatinos. Buena parte de su recorrido por Portada Alta lo realiza en la actualidad la línea 31. Con el desarrollo urbanístico del distrito, la cabecera se volvió a prolongar hasta Plutarco, donde se encuentra en la actualidad

### Frecuencias
| de lunes a viernes laborables |           |
| de 6:30 a 23:00               | 10-12 min |
| sábados laborables            |           |
| de 6:35 a 23:00               | 12-15 min |
| domingos y festivos           |           |
| de 6:40 a 23:00               | 15-20 min |

### Material asignado
Los modelos de autobús asignados a esta línea son todos de estándar de 12 metros:
- Renault Citybus
- Irisbus Citelis Híbrido, 670
- Iveco Irisbus Citelis
- Iveco Irisbus Hispano
- Iveco Citybus Hispano Irisbus
- Iveco Irisbus Citelis Castrosua Magnus
- Iveco Urbanway
- Iveco Urbanway Hybrid
- Iveco Urbanway Citelis Híbrido II
- MAN Castrosua NEW-City Híbrido
- MAN Lion's City E / Lion's City Full Electric
- Volvo 7900 BRLH Híbrido E

## Recorrido y paradas

### Sentido Paseo de la Farola
La cabecera de la línea 14 se encuentra situada en la avenida Plutarco, en el barrio de El Cónsul (Teatinos), en el número 33-34 y cerca de la intersección con la avenida Parménides. 
Avanza recto por la avenida Plutarco y su continuación, la avenida Jorge Luis Borges donde llega a la fuente de los Colores, donde se encontraba su cabecera anteriormente. Cruza la autovía MA-20 y sigue recto por calle Cómpeta y la avenida del Obispo Ángel Herrera Oria, gira a la derecha en la calle virgen de la Esperanza a la altura de la barriada de Carranque, gira a la izquierda en El Fuerte hacia la avenida de la Aurora, que recorre prácticamente en su totalidad. Se incorpora a la avenida de Andalucía para enfilar el eje de la Alameda Principal y el Paseo del Parque. Gira a la derecha en el paseo de la Farola en el barrio de La Malagueta. 
La cabecera se sitúa en el paseo de la Farola muy cerca de la intersección con el paseo marítimo Ciudad de Melilla y con el muelle de Levante, en el barrio de La Malagueta. La Farola y el Muelle Uno se encuentran próximos a la cabecera. 
| Código | Parada                                        | Común con                    | Otras conexiones |
| ------ | --------------------------------------------- | ---------------------------- | ---------------- |
| 564    | AV. PLUTARCO – PARMÉNIDES                     | N4                           |                  |
| 4445   | Av. Plutarco – Eolo                           | N4                           |                  |
| 4455   | Av. Jorge Luis Borge – José Ribera            | N4                           |                  |
| 1472   | Av. Jorge Luis Borge – Giordano Bruno         | N4                           |                  |
| 4452   | Av. Jorge Luis Borge – Gregorio Prieto        | 18 N4                        |                  |
| 1419   | Plaza de Sandro Botticelli                    | N4                           |                  |
| 1466   | Plaza de J. Bergamín                          | 31 N4                        | Portada Alta     |
| 1454   | Cómpeta – C.P. Antonio Machado                | 31 N4                        |                  |
| 1455   | Av. Herrera Oria – Polideportivo              | 31 N4                        |                  |
| 1457   | Virgen de la Esperanza – Mercado              | N4                           |                  |
| 1853   | Virgen de la Esperanza – Av. Andalucía        |                              |                  |
| 1809   | Virgen de la Fuensanta – Mercado              |                              |                  |
| 1468   | Av. de la Aurora – Horacio Lengo              |                              |                  |
| 1858   | Av. de la Aurora – Puente de las Américas     | N2                           |                  |
| 1859   | Av. de la Aurora – Jardines de Picasso        | N2                           |                  |
| 1860   | Av. de la Aurora – Centro Comercial           | N2                           |                  |
| 662    | Av. de Andalucía                              | 4 7 8 19 21 23 38 92 A N3 N2 |                  |
| 1471   | Alameda Principal Sur                         | 32 33 34 35 N1               | Atarazanas       |
| 366    | Paseo del Parque – Plaza de la Marina         | 4 19 25 A E N3               |                  |
| 1201   | Paseo del Parque – Plaza del General Torrijos | 1 37 C2 N2                   |                  |
| 1359   | Paseo de la Farola – Comandancia de Marina    | 40 92                        |                  |
| 1421   | PASEO DE LA FAROLA                            |                              |                  |

### Sentido Teatinos
La cabecera se encuentra situada en el paseo de la Farola, muy cerca de la intersección con el paseo marítimo Ciudad de Melilla y con el muelle de Levante, en el barrio de La Malagueta. La Farola y el Muelle Uno se encuentran próximos a la cabecera.
Avanza por el paseo marítimo Ciudad de Melilla paralelo a la playa de la Malagueta y sube por la avenida de Cánovas del Castillo hasta la plaza del General Torrijos, donde enfila el Paseo del Parque. Sigue por la Alameda Principal y la avenida de Andalucía. Gira a la izquierda hacia la avenida de la Aurora que recorre prácticamente en su totalidad hasta llegar a la calle Virgen de la Estrella y adentrarse dentro de Carranque. Sale a la avenida del Obispo Ángel Herrera Oria y cruza la barriada de Portada Alta hasta llegar a la fuente de los Colores en Teatinos. Una vez en Teatinos recorre la avenida Jorge Luis Borges completa y la avenida de Plutarco. 
El trayecto de la línea 14 acaba en la avenida de Plutarco en el barrio de El Cónsul (Teatinos), en el número 33-34 y cerca de la intersección con la avenida Parménides.
| Código | Parada                                        | Común con            | Otras conexiones |
| ------ | --------------------------------------------- | -------------------- | ---------------- |
| 1421   | PASEO DE LA FAROLA                            |                      |                  |
| 1802   | Pso. Mtmo. Cdad. de Melilla – Pza. Malagueta  | 40                   |                  |
| 301    | Paseo del Parque – Plaza del General Torrijos | 1 36 37 C1 N1        |                  |
| 426    | Paseo del Parque                              | 4 19 25 E N3         |                  |
| 1803   | Paseo del Parque – Plaza de la Marina         | 1 4 19 25 36 37 E N3 |                  |
| 425    | Alameda Principal Norte                       | 4 19 25 E N3         | Atarazanas       |
| 416    | Av. de Andalucía                              | 4 19 25 A C1 N3      |                  |
| 1810   | Av. de la Aurora – Centro Comercial           |                      |                  |
| 1811   | Av. de la Aurora – Jardines de Picasso        |                      |                  |
| 1416   | Av. de la Aurora – Puente de las Américas     |                      |                  |
| 1417   | Av. de la Aurora – Horacio Lengo              |                      |                  |
| 1812   | Virgen de la Estrella – El Fuerte             |                      |                  |
| 1460   | Virgen de la Estrella – Centro de Salud       |                      |                  |
| 1852   | Av. Herrera Oria – Virgen de las Flores       | 31                   |                  |
| 3111   | Av. Herrera Oria – Polideportivo              | 31                   |                  |
| 1410   | Cómpeta                                       | 31 N4                |                  |
| 1412   | Plaza de J. Bergamín                          | 31 N4                | Portada Alta     |
| 1814   | Av. Jorge Luis Borge – Orson Welles           | 18 N4                |                  |
| 1422   | Av. Jorge Luis Borge – Carril Las Morillas    | N4                   |                  |
| 4407   | Av. Jorge Luis Borge – José Ribera            | N4                   |                  |
| 853    | Av. Plutarco – Antígona                       | 8 N4                 |                  |
| 564    | AV. PLUTARCO – PARMÉNIDES                     | N4                   |                  |